# Hatoyama Haruko

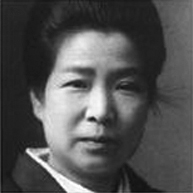
Hatoyama Haruko

Hatoyama Haruko (japanisch 鳩山 春子, geborene Taga Haruko (多賀 春子); geboren 2. Mai 1861 in Matsumoto (Provinz Shinano); gestorben 12. Juli 1938) war eine japanische Pädagogin.

## Leben und Wirken
Hatoyama Haruko machte 1881 ihren Abschluss an der „Lehrerbildungsanstalt für Frauen, Tōkyō“ (東京女子師範学校, Tōkyō joshi shihan gakkō), heute „Ochanomizu Frauen-Universität“ (お茶の水女子大学, Ochanomizu joshi daigaku), an der sie später unterrichtete. 1881 heiratete sie Hatoyama Kazuo, einen Politiker und Rechtsanwalt. Sie lud Freunde und Bekannte zum ersten Hochzeitsbankett (結婚披露宴; Kekkon hirōen) in Japan ein. Zu ihren Söhnen gehörten der spätere Premierminister Hatoyama Ichirō und der Jurist Hatoyama Hideo.
1886 unterstützte sie den Pädagogen Miyagawa Hozen (宮川 保全; 1852–1922) bei der Gründung der „Kommunale Lehranstalt für die Berufsausbildung von Frauen“ (共立女子職業学校, Kyōritsu joshi shokugyō gakkō), der heutigen „Kommunale Lehranstalt für Frauen“ (共立女子学園, Kyōritsu joshi gakuen) und wirkte nach Miyagawa als ihre Präsidentin von 1925 bis zu ihrem Tod. 1927 wurde sie von Papst Pius XI. mit einem Orden ausgezeichnet.